# Orjava
Orjava (horvátul: Orljavac) falu Horvátországban Pozsega-Szlavónia megyében. Közigazgatásilag Bresztováchoz tartozik.

## Fekvése
Pozsegától légvonalban 16, közúton 19 km-re, községközpontjától légvonalban 12, közúton 13 km-re északnyugatra, Szlavónia középső részén, a Gradina-hegység déli lejtői alatt, a Pakrácról Pozsegára menő főút mentén, az Orljava jobb partján fekszik.

## Története
A falu területe már az ókorban lakott hely volt. Ezt igazolja, hogy 1895-ben két, 3. századi rézpénzekkel teli cserépedényt találtak itt. A leletből 26 darab került a zágrábi régészeti múzeumba, a többi sorsa ismeretlen.
Orjava a középkorban várral rendelkező, jelentős mezőváros, uradalmi központ volt. Első írásos említésekor 1243-ban praediumként Klet ispán özvegyének, majd később utódainak birtoka volt. A vár első írásos említése 1291-ben „Possessionem suam Orywa uocatam cum castro suo”  alakban történt abban az oklevélben, melyben III. András magyar király a Pécz nemzetségből való László kérésére átírja és megerősíti a pécsi káptalannak az előző évben kelt azon oklevelét, mely szerint Keled fia Gergely lányának Jolánnak, a kérelmező nejének Orywa birtokot és az azon épített várat hagyományozza, többi birtokait pedig a többi rokon között felosztani rendelte. A vár az ezutáni oklevelekben „Oryawa, Oryawawara, Oryawawar, Oriarwar” névváltozatokban szerepel. Stratégiailag fontos helyen feküdt, a Pakrácról Pozsegára vezető utat és az Orljava szorosát védte. A 15. században névnai Treutel család révén zálogbirtokként a Peterdi (és Hetényi) családok, majd egy bizonyos Tomiczai nevű garai városi polgár s végül a Kórógyi család kezére került. A Kórógyiak 1454-ben vétel útján szerezték meg, de 1467-ben a Rozgonyiaknak adták el. 1472-ben mint a néhai Kórógyi Gáspár birtokát, monoszlói Csupor Miklós kapta a királytól. A század végén, vagy a 16. század elején Héderváry Ferenc birtoka lett. Maga Orjava település 1422-ben szerepel először oppidumként „Oppidum Oriawa” alakban. Szent Lőrinc tiszteletére szentelt templomát 1444-ben említik. Fontos kereskedelmi út vezetett át rajta, ezért vámszedő hely is volt. A mezővárost és a várat vélhetően a 16. század közepén a török hódítás harcaiban pusztították el. Valószínűleg 1536-ban, vagy 1537-ben került török kézre, majd a Pozsegai szandzsákhoz tartozó Orjavai náhije székhelye lett. 1545-ben a török defterben 10 házzal szerepel, melyekben 1 katolikus és 9 muszlim család élt, akik Boszniából települtek ide. A vár a török háborúkban annyira elpusztult, hogy mára a helye is vita tárgyát képezi.
A török uralom alóli felszabadítást követően Horvátország nyugati részéről katolikus horvát családok telepedtek meg itt. 1698-ban „Orlyavacz” néven már 20 portával szerepel a török uralom alól felszabadított szlavóniai települések összeírásában.
 A betelepülés a 18. században folytatódott, amikor néhány kézműves család mellett földbirtok nélküliek, zsellérek érkeztek. Az első katonai felmérés térképén „Dorf Orljavacz” néven látható. Lipszky János 1808-ban Budán kiadott repertóriumában „Orljavac” néven szerepel. Nagy Lajos 1829-ben kiadott művében „Orlyavac” néven 56 házzal 329 katolikus és 52 ortodox vallású lakossal találjuk. 1857-ben 351, 1910-ben 575 lakosa volt. 1910-ben a népszámlálás adatai szerint lakosságának 84%-a horvát, 15%-a szerb anyanyelvű volt. Pozsega vármegye Pozsegai járásának része volt. Az első világháború után 1918-ban az új szerb-horvát-szlovén állam, majd később (1929-ben) Jugoszlávia része lett. 1991-ben teljes lakosságának 64%-a horvát, 22%-a szerb nemzetiségű volt. 2011-ben 167 lakosa volt.

## Lakossága
| Lakosság változása | Lakosság változása | Lakosság változása | Lakosság változása | Lakosság változása | Lakosság változása | Lakosság változása | Lakosság változása | Lakosság változása | Lakosság változása | Lakosság változása | Lakosság változása | Lakosság változása | Lakosság változása | Lakosság változása | Lakosság változása |
| ------------------ | ------------------ | ------------------ | ------------------ | ------------------ | ------------------ | ------------------ | ------------------ | ------------------ | ------------------ | ------------------ | ------------------ | ------------------ | ------------------ | ------------------ | ------------------ |
| 1857               | 1869               | 1880               | 1890               | 1900               | 1910               | 1921               | 1931               | 1948               | 1953               | 1961               | 1971               | 1981               | 1991               | 2001               | 2011               |
| 351                | 363                | 365                | 416                | 459                | 575                | 460                | 450                | 467                | 506                | 464                | 417                | 339                | 297                | 203                | 167                |

## Nevezetességei
- Szent Rókus tiszteletére szentelt római katolikus kápolnája.
- Orjava várának legvalószínűbb helye a mai Orljavactól nyugatra lévő Gradina nevű magaslat lehet, mely néveben is várrom, várhely jelentésű. A Gradina nagy kiterjedésű lapos teteje közepén Dénes József szerint van egy kisebb ovális kiemelkedés, ami a vár tényleges területét jelezheti. Ezt látszik alátámasztani, hogy Csánki Dénes szerint Orljavacon 1702-ben említenek is egy várromot. Mindazonáltal Csánki csak azt látta igazolhatónak, hogy a vár az Orljava folyó mentén, valahol annak felső folyásánál feküdt.